# Tauala australiensis
Tauala australiensis es una especie de araña saltarina del género Tauala, familia Salticidae. Fue descrita científicamente por Wanless en 1988.
Habita en Australia (Queensland).